# Чхве Кю Ун
Чхве Кю Ун (кор. 최규웅, 28 травня 1990) — південнокорейський плавець.
Учасник Олімпійських Ігор 2012, 2016 років.
Призер Азійських ігор 2009 року.